# Oliver Phelps
Oliver Martyn John Phelps (Sutton Coldfield, 25 februari 1986) is een Engels acteur. Hij is de tweelingbroer van James Phelps.
Phelps is vooral bekend geworden door zijn rol als George Wemel in de Harry Potter-films.

## Filmografie
- 2011: Harry Potter en de Relieken van de Dood deel 2 als George Wemel
- 2010: Harry Potter en de Relieken van de Dood deel 1 als George Wemel
- 2009: Harry Potter en de Halfbloed Prins als George wemel
- 2007: Harry Potter en de Orde van de Feniks als George Wemel
- 2005: Harry Potter en de Vuurbeker als George wemel
- 2004: Harry Potter en de Gevangene van Azkaban als George Wemel
- 2002: Harry Potter en de Geheime Kamer als George Wemel
- 2001: Harry Potter en de Steen der Wijzen als George Wemel